# Hans van Breukelen
‎
Johannes Franciscus »Hans« van Breukelen, nizozemski nogometaš, * 4. oktober 1956, Utrecht, Nizozemska.
van Breukelen, vratar, je v svoji nogometni karieri igral za nogometne klube: FC Utrecht (1977-1982, Nottingham Forest (1982-1984), PSV Eindhoven (1984-1994).
Za nizozemsko nogometno reprezentanco je nastopil 73-krat, med drugim tudi na Evropskih prvenstvih v nogometu 1988 in leta 1992 ter na Svetovnem prvenstvu v nogometu leta 1990.